# Ozerkí (Bélgorod)
|  | Per a altres significats, vegeu «Ozerkí». |

Ozerkí - Озерки (rus) - és un poble de l'óblast de Bélgorod, a Rússia. El 2010 tenia 774 habitants. Pertany al districte (raion) de Stari Oskol.